# Meicheng, Anhui
Meicheng (kinesiska: 梅城) är en köping i östra Kina. Den ligger i Qianshan i Anqing i provinsen Anhui, omkring 150 kilometer sydväst om provinshuvudstaden Hefei. 